# 김홍선 (영화 감독)
김홍선(1976년 10월 21일 ~ )은 대한민국의 영화 감독이다. 청룡영화제 신인감독상 수상을 수상했다.

## 작품 목록

### 드라마
- 2006년 MBC 수목드라마 《90일, 사랑할 시간》(조감독)
- 2007년 SBS 시트콤 《달려라 고등어》(조감독)
- 2008년 SBS 수목드라마 《워킹맘》(조감독)
- 2009년 SBS 주말드라마 《스타일》(조감독)
- 2010년 SBS 수목드라마 《대물》(조감독)

### 영화
- 2012년 《공모자들》(감독, 각본, 원안, 기획)
- 2013년 《캐서린》(각본, 감독)
- 2014년 《기술자들》(감독, 각색)
- 2016년 《브로커》(각본, 감독)
- 2017년 《반드시 잡는다》(감독, 각색)
- 2019년 《변신》 (감독, 각색)
- 2022년 《늑대사냥》 (각본, 감독)

## 수상
- 2012년 제33회 청룡영화상 신인감독상